# Diagramme climatique
Un diagramme climatique, aussi appelé climatogramme et climagramme, est un graphique utilisé en météorologie représentant la variation mensuelle d'une ou plusieurs variables climatiques (température, précipitations, hygrométrie, ensoleillement, etc). Les données utilisées pour confectionner ces graphiques proviennent des relevés météorologiques pris à un endroit donné durant une période qui s'étend sur plusieurs années afin de pouvoir en faire la moyenne. En général, on utilise une période de trente ans afin de pouvoir éliminer les écarts ponctuels du climat. On peut comparer les climatogrammes de plusieurs localités pour voir les différences de climat ou comparer la variation du climatogramme d'un endroit mais fait avec différentes périodes de trente ans pour voir la variabilité du climat à cet endroit.

## Diagrammes thermodynamiques
Les diagrammes thermodynamiques appliqués à la météorologie servent à montrer la température et l'humidité dans la couche de l'atmosphère au-dessus d'un point. Bien qu'en général ils servent à pointer les données du sondage aérologique quotidien, et donc représentent les données à un moment précis, on peut les utiliser pour tracer des courbes moyennes mensuelles, saisonnières ou annuelles de la structure de l'atmosphère dans une région.

## Diagramme ombrothermique
Un diagramme ombrothermique est un type particulier de diagramme climatique représentant les variations mensuelles sur une année des températures et des précipitations selon des gradations standardisées : une gradation de l'échelle des précipitations correspond à deux gradations de l'échelle des températures (P = 2T). Il a été développé par Henri Gaussen et F. Bagnouls, botanistes célèbres, pour mettre en évidence les périodes de sécheresses (représentées ci-dessous en jaune) définies par une courbe des précipitations (ici histogramme bleu) se situant en dessous de la courbe des températures (ici courbe rouge). Ces diagrammes permettent de comparer facilement les climats de différents endroits d'un coup d'œil du point de vue pluviosité.
Les températures sont indiquées à gauche et les précipitations sont indiquées à droite.
La norme de deux pour un utilisée dans ce diagramme tient au fait qu'il a été développé en milieu méditerranéen et que la sécheresse pour les plantes de ce milieu correspond à un rapport entre le nombre de mois secs et humides de plus de 1 sur le diagramme. Il compare donc bien des climats des latitudes moyennes. Il est moins utile dans les régions tropicales où la pluviosité est assez constante et toujours au-dessus de celle de la température ainsi que dans les climats arctiques/antarctiques où la pluviosité est toujours sous la courbe de température et sous forme solide la plupart du temps.

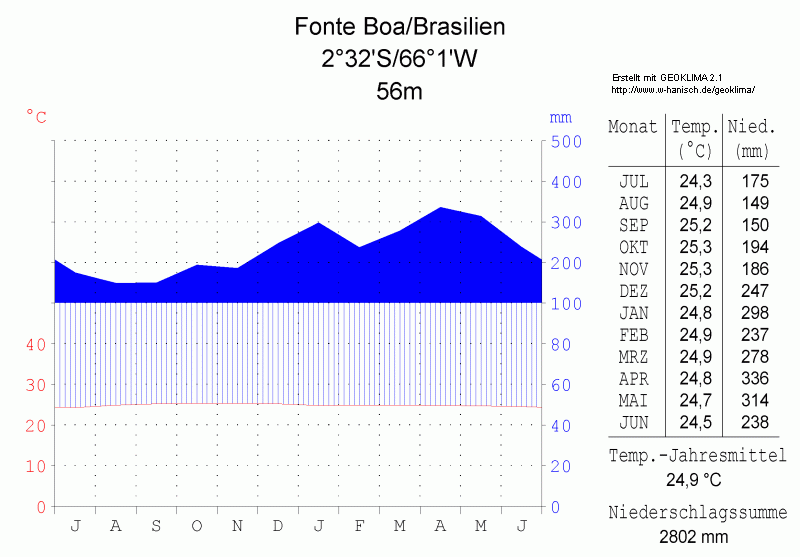
Diagramme climatique d'un climat équatorial : Fonte Boa (Brésil)
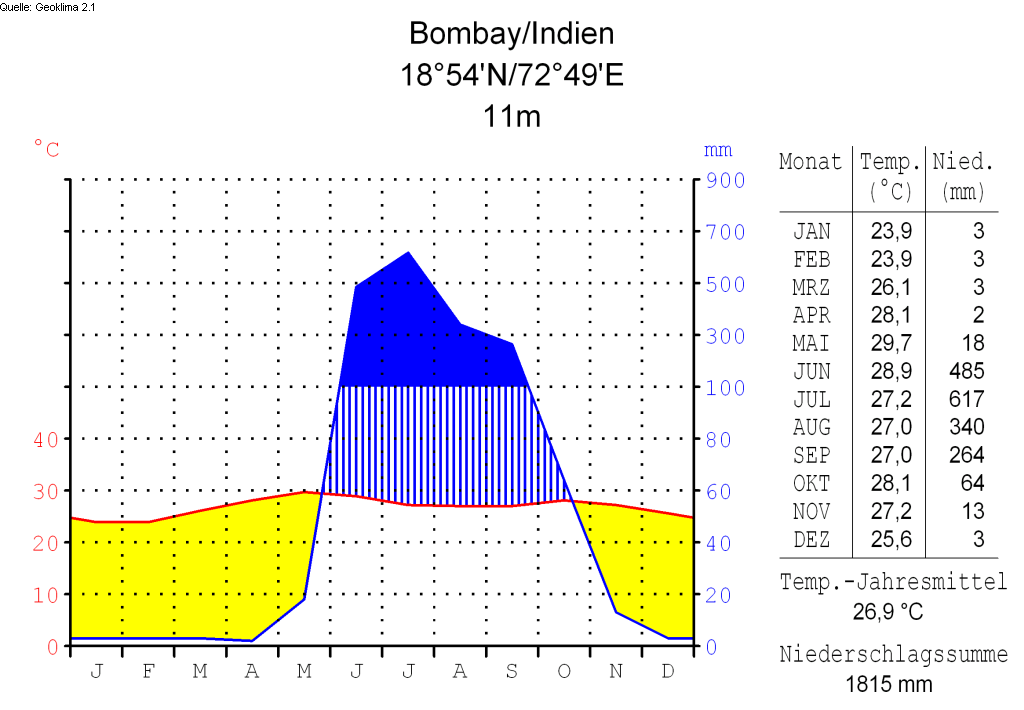
Diagramme climatique d'un climat de mousson : Bombay (Inde)
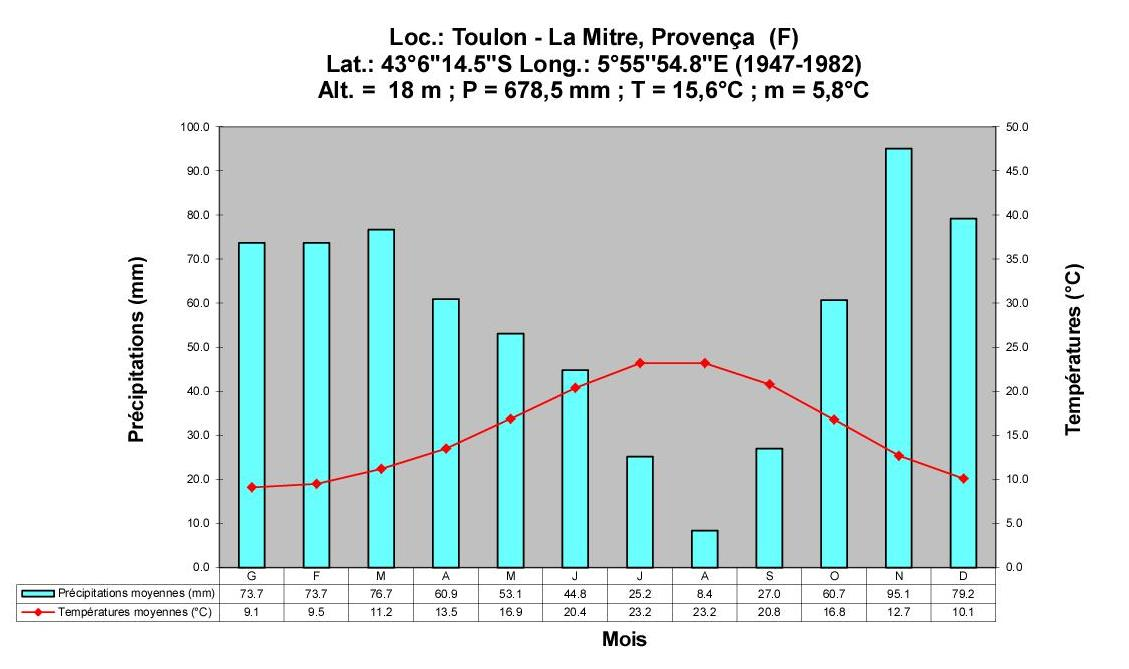
Diagramme climatique d'un climat méditerranéen de l'hémisphère nord : Toulon (Provence)
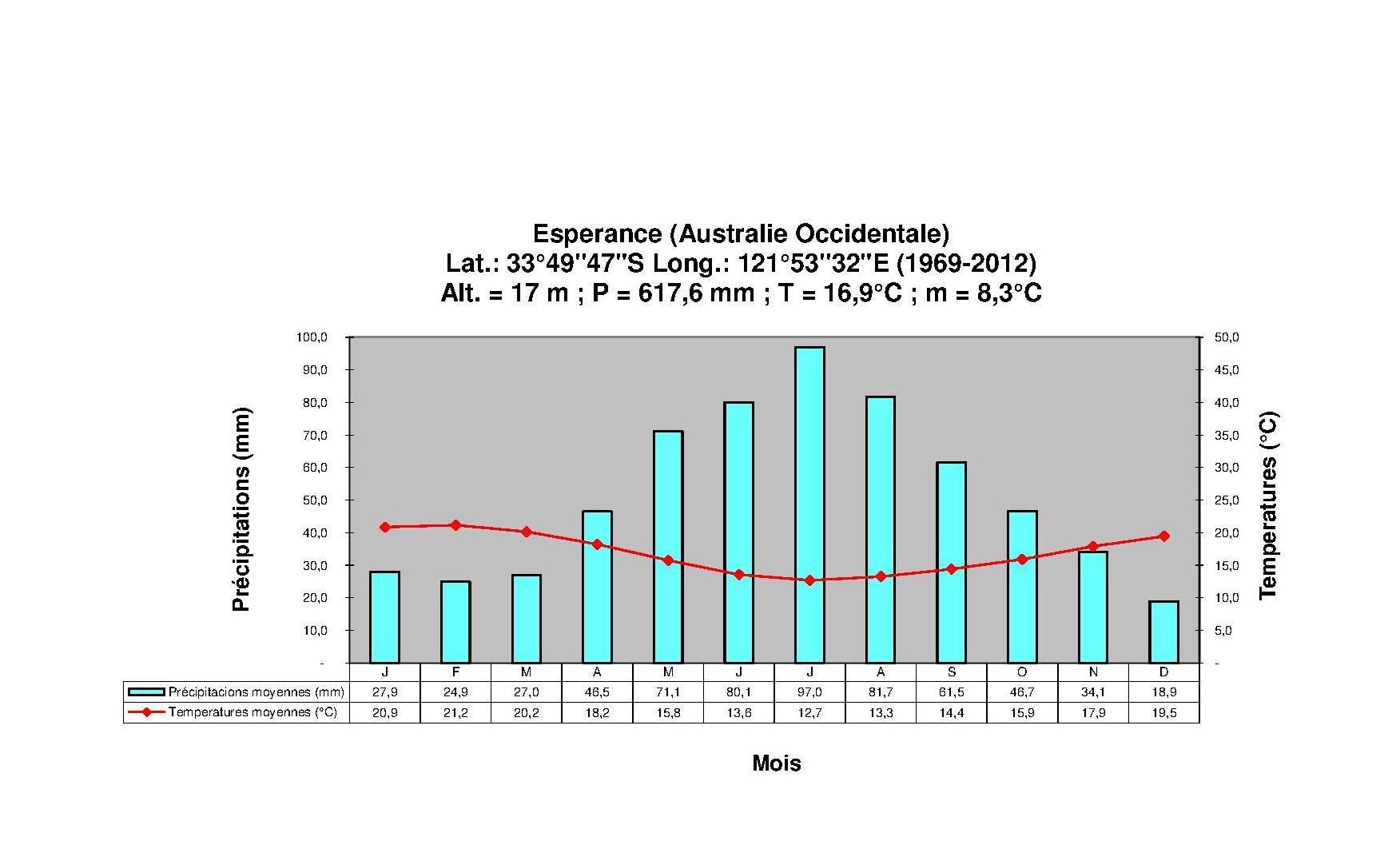
Diagramme climatique d'un climat méditerranéen de l'hémisphère sud : Esperance (Australie)
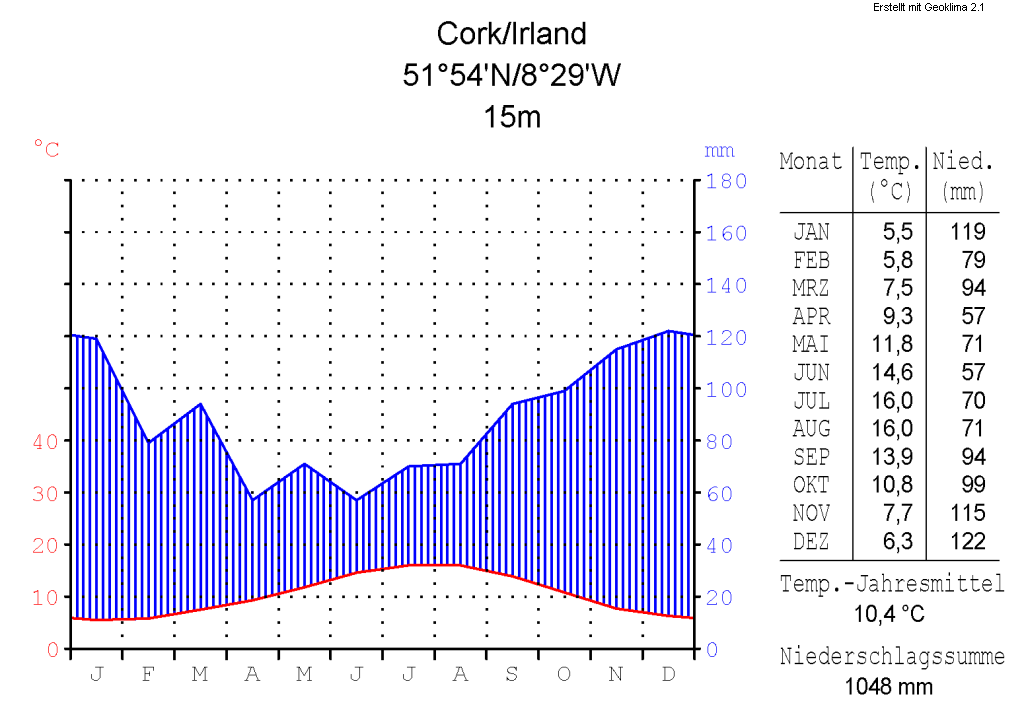
Diagramme climatique d'un climat océanique : Cork (Irlande)
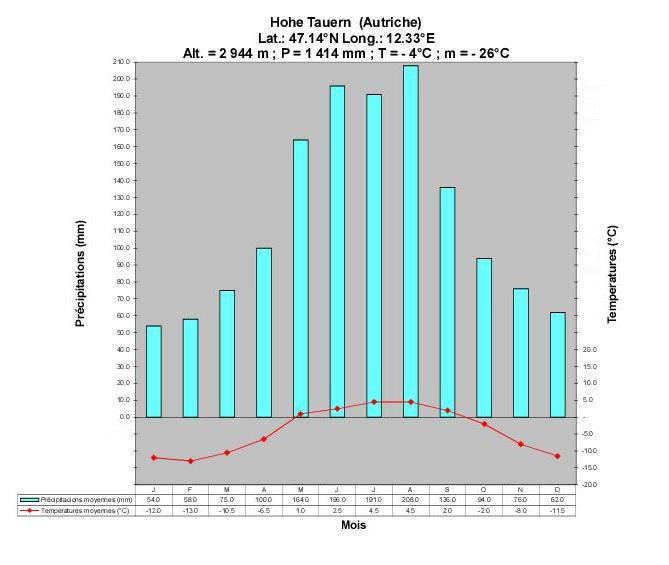
Diagramme climatique d'un climat montagnard : Hohe Tauern (Autriche)
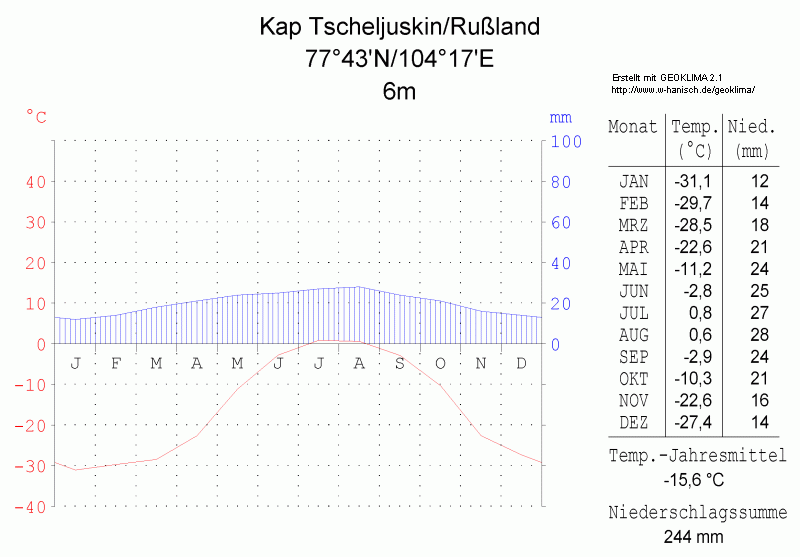
Diagramme climatique d'un climat polaire : Cap Tcheliouskine (Russie)
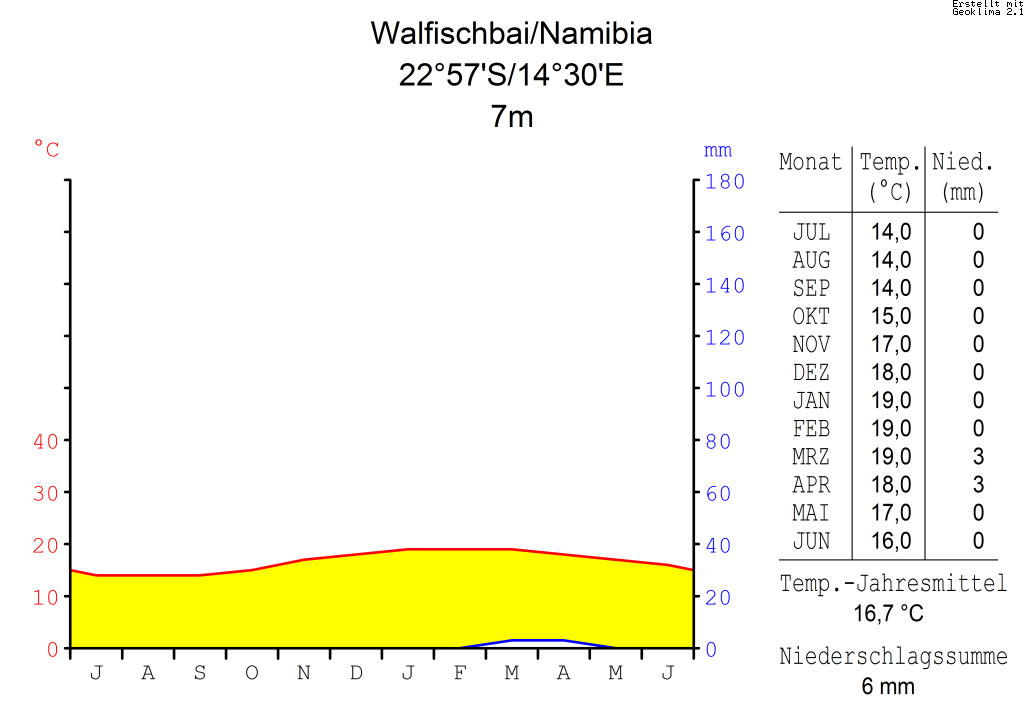
Diagramme climatique d'un climat désertique : Walvis Bay (Namibie)

## Diagramme des vents

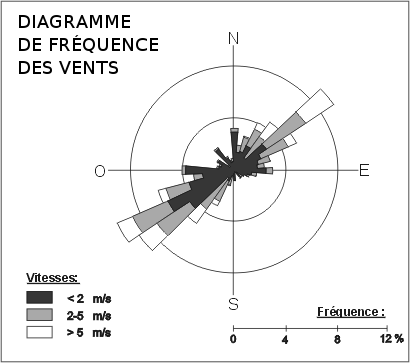
Diagramme radial donnant les directions moyennes et la fréquence de sa grandeur en un endroit

Il existe différents diagrammes possibles pour indiquer la direction et la force moyenne du vent en un endroit. On peut les tracer pour la moyenne annuelle, mensuelle ou saisonnière. En général ce qui changera entre ces trois types est la fréquence des intensités car la direction est fortement influencée par la topographie du lieu. Cependant, si l'on se trouve dans un endroit sans direction privilégiée, les diagrammes mensuels montreront une variation de direction de la provenance des systèmes météorologiques.
À droite, on peut voir un diagramme radial qui utilise une rose des vents. La fréquence pour chaque intensité de vent dans une direction donnée est indiquée par la longueur du secteur et la vitesse en tons de gris. Ce type de diagramme est celui le plus souvent utilisé car il est très facile de voir les directions privilégiés et de faire des comparaisons avec la situation géographique de l'endroit. Dans cet exemple, il est facile de déduire que les vents dominants du sud-ouest et du nord-est sont probablement dus au fait que la station se trouve dans une vallée ayant cette orientation et qui canalise le flux d'air.
On peut également trouver des diagrammes qui vont donner séparément la direction et la fréquence de vitesse du vent par une courbe et des histogrammes.